# تصفيات كأس التحدي الآسيوي 2014
حددت مرحلة التأهل لكأس التحدي الآسيوي 2014 الفرق التي تقدمت للبطولة النهائية. وأجريت قرعة التصفيات في 11 ديسمبر 2012، في مقر الاتحاد الآسيوي لكرة القدم في كوالالمبور، ماليزيا.

## الدول المؤهلة
| البلد      | تأهل كونه                | تاريخ ضمان التأهل | الظهور السابق في البطولة |
| ---------- | ------------------------ | ----------------- | ------------------------ |
| المالديف   | المضيف                   | 28 نوفمبر 2012    | 1 (2012)                 |
| أفغانستان  | الفائز بالمجموعة ج       | 6 مارس 2013       | 2 (2006، 2008)           |
| ميانمار    | الفائز بالمجموعة أ       | 6 مارس 2013       | 2 (2008، 2010)           |
| فلسطين     | الفائز بالمجموعة د       | 6 مارس 2013       | 2 (2006، 2012)           |
| قرغيزستان  | الفائز بالمجموعة ب       | 21 مارس 2013      | 2 (2006، 2010)           |
| الفلبين    | الفائز بالمجموعة ر       | 26 مارس 2013      | 2 (2006، 2012)           |
| تركمانستان | أفضل فريق بالمركز الثاني | 26 مارس 2013      | 3 (2008، 2010، 2012)     |
| لاوس       | أفضل فريق بالمركز الثاني | 20 مارس 2013      | 0 (ظهور أول)             |

ملاحظات
1. ↑  كانت بنغلاديش مؤهلة أصلا للمشاركة في كأس التحدي الآسيوي 2014، ولكن مع انسحاب بروناي، أعلن بطلان نتيجتها ضد جزر ماريانا الشمالية صاحبة المركز الأخير وتركت تركمنستان ولاوس باعتبارهما أفضل فريقين في المرتبة الثانية.
.

## النسق
أعرب عشرون فريقا عن اهتمامهم بالمشاركة قبل الموعد النهائي المحدد في 7 سبتمبر 2012. جزر ماريانا الشمالية قدمت أول ظهور لها في كأس التحدي بعد أن وافق عليها الاتحاد الآسيوي لكرة القدم للمشاركة (جزر ماريانا الشمالية عضو منتسب في الاتحاد الآسيوي لكرة القدم).
وقد تقرر أنه بدءا من هذه البطولة ، سيتم منح مكان تأهيل تلقائي لاستضافة كأس التحدي الآسيوي. قدمت حقوق الاستضافة إلى المالديف في اجتماع لجنة المسابقات التابعة للاتحاد الآسيوي لكرة القدم في 28 نوفمبر.
وقد تم سحب الفرق العشرين المشاركة في تصفيات التأهل إلى خمس مجموعات تضم أربعة فرق ، وتضم كل مجموعة فريقا واحدا من كل من أوعية البذر التالية. ستلعب الفرق الموجودة في كل مجموعة دورة روبن في بلد مضيف محدد سلفا. وسيتأهل الفائزون في المجموعة الخمسة باللإضافة إلى أفضل فريقين من المرتبة الثانية إلى النهائيات.
| وعاء 1 (مضيف)                                | وعاء 2                                              | وعاء 3                                                   | وعاء 4                                                 |
| -------------------------------------------- | --------------------------------------------------- | -------------------------------------------------------- | ------------------------------------------------------ |
| قرغيزستان · لاوس · ميانمار · نيبال · الفلبين | تركمانستان · فلسطين · طاجيكستان · الهند · أفغانستان | باكستان · بنغلاديش · سريلانكا · تايبيه الصينية · كمبوديا | ماكاو · منغوليا · بروناي · غوام · جزر ماريانا الشمالية |

ملاحظات
- وأفادت التقارير بأن كمبوديا انسحبت في 26 أكتوبر 2012 متعللة بشواغل مالية وتنافسية.[7] ومع ذلك ، فقد أدرجت في السحب.
- ولم تكن بنغلاديش أحد الفرق العشرين الأصلية التي أعلنتها اللجنة باعتبارها من الداخلين.[2]
- غير المنضمين: بوتان وتيمور الشرقية. وقد استبعدت كوريا الشمالية، بطلة عام 2012، من المشاركة في كأس التحدي الآسيوي بدءا من طبعة عام 2014.[5]
- سحبت بروناي مشاركتها قبل يوم واحد من تصفيات كأس التحدي الآسيوي في مانيلا بسبب الظروف التي لا يمكن تجنبها.[8] وآخر انسحاب في اللحظة الأخيرة يضع البلاد في حظر محتمل لكأس التحدي الآسيوي.[9] كان من المفترض أن تكون بروناي في المجموعة الخامسة من تصفيات كأس التحدي الآسيوي ضد الدول المضيفة الفلبين، وكمبوديا وتركمانستان.

## مجموعات
وقد لعبت المجموعات ألف وجيم ودال في الفترة من 2 إلى 6 مارس 2013، ولعبت المجموعة باء في الفترة من 17 إلى 21 مارس 2013، وتم لعب المجموعة راء في الفترة من 22 إلى 26 مارس 2013.
| مفتاح الألوان في جداول المجموعة                                |
| -------------------------------------------------------------- |
| يتأهل الفائزون في المجموعة واثنان من أفضل فرق في المركز الثاني |

كسر التعادل
في كل مجموعة، يتم ترتيب الفرق وفقا للنقاط (3 نقاط للفوز، نقطة واحدة للتعادل، 0 نقطة للخسارة)، وكسر التعادل يتم بالترتيب التالي:
1. عدد أكبر من النقاط التي تم الحصول عليها في مباريات المجموعة بين الفرق المعنية.
2. فرق الهدف الناتج عن مباريات المجموعة بين الفرق المعنية
3. احراز عدد أكبر من الاهداف في مباريات المجموعة بين الفرق المعنية (اهداف غير بعيدة لا تنطبق).
4. فارق الاهداف في كل مباريات المجموعة
5. سجل عدد أكبر من الأهداف في جميع مباريات المجموعة.
6. ركلات من علامة الجزاء إذا كان هناك فريقان فقط متورطون وكلاهما في مجال اللعب
7. تم حساب عدد أقل من النقاط وفقا لعدد البطاقات الصفراء والحمراء التي وردت في مباريات المجموعة (نقطة واحدة لكل بطاقة صفراء ، و 3 نقاط لكل بطاقة حمراء كنتيجة لبطاقتي صفراء ، و 3 نقاط لكل بطاقة حمراء مباشرة ، و 4 نقاط لكل بطاقة صفراء يليها بطاقة حمراء مباشرة)
8. سحب القرعة

### المجموعة أ
- لعبت المباريات في ميانمار (في جميع الأوقات بالتوقيت الكوني المنسق + 6:30).

| م | الفريق         | لعب | ف | ت | خ | أ.له | أ.ع | أ.ف | نقاط | التأهل                      |
| - | -------------- | --- | - | - | - | ---- | --- | --- | ---- | --------------------------- |
| 1 | ميانمار (H)    | 3   | 2 | 1 | 0 | 7    | 1   | +6  | 7    | التأهل إلى البطولة النهائية |
| 2 | الهند          | 3   | 2 | 0 | 1 | 6    | 2   | +4  | 6    |                             |
| 3 | غوام           | 3   | 0 | 1 | 2 | 2    | 6   | −4  | 1    |                             |
| 4 | تايبيه الصينية | 3   | 1 | 0 | 2 | 3    | 9   | −6  | 3    |                             |

| الهند                          | 2–1 | تايبيه الصينية |
| ------------------------------ | --- | -------------- |
| جيول راجا 40' · روبين سينغ 90' |     | لي تاي-لين 54' |

| ميانمار                                                                                      | 5–0 | غوام |
| -------------------------------------------------------------------------------------------- | --- | ---- |
| Soe Min Oo 26' · كي لين 40' (ركلة.) · Pyae Phyo Aung 45+2' · Pai Soe 50' · كياو زيار وين 80' |     |      |

| غوام | 0–4 | الهند                                                         |
| ---- | --- | ------------------------------------------------------------- |
|      |     | سونيل تشيتري 49'، 90+1' · كليفورد ميراندا 68' · جيول راجا 79' |

| تايبيه الصينية             | 1–1 | ميانمار          |
| -------------------------- | --- | ---------------- |
| Lee Meng-chian 80' (ركلة.) |     | سو كياو كياو 18' |

| تايبيه الصينية | 0–3 | غوام                                 |
| -------------- | --- | ------------------------------------ |
|                |     | جايسون كانليف 15'، 78' · Mariano 54' |

| ميانمار        | 1–0 | الهند |
| -------------- | --- | ----- |
| Soe Min Oo 75' |     |       |

### المجموعة ب
- لعبت المباريات في قيرغيزستان (في جميع الأوقات بالتوقيت الكوني المنسق + 6).

| م | الفريق        | لعب | ف | ت | خ | أ.له | أ.ع | أ.ف | نقاط | التأهل                      |
| - | ------------- | --- | - | - | - | ---- | --- | --- | ---- | --------------------------- |
| 1 | قرغيزستان (H) | 3   | 3 | 0 | 0 | 3    | 0   | +3  | 9    | التأهل إلى البطولة النهائية |
| 2 | طاجيكستان     | 3   | 2 | 0 | 1 | 4    | 1   | +3  | 6    |                             |
| 3 | باكستان       | 3   | 1 | 0 | 2 | 2    | 2   | 0   | 3    |                             |
| 4 | ماكاو         | 3   | 0 | 0 | 3 | 0    | 6   | −6  | 0    |                             |

| طاجيكستان         | 1–0 | باكستان |
| ----------------- | --- | ------- |
| خورشيد محمدوف 89' |     |         |

| قرغيزستان       | 1–0 | ماكاو |
| --------------- | --- | ----- |
| ديفيد تته 45+1' |     |       |

| ماكاو | 0–3 | طاجيكستان                                        |
| ----- | --- | ------------------------------------------------ |
|       |     | جامشيد إسمايلوف 56'، 90+2' · أيرغاشيف جونغير 82' |

| باكستان | 0–1 | قرغيزستان    |
| ------- | --- | ------------ |
|         |     | ديفيد تته 1' |

| باكستان                                | 2–0 | ماكاو |
| -------------------------------------- | --- | ----- |
| حسن بشير 44' (ركلة.) · Kalim Ullah 70' |     |       |

| قرغيزستان     | 1–0 | طاجيكستان |
| ------------- | --- | --------- |
| ديفيد تته 41' |     |           |

### المجموعة ج
- لعبت المباريات في لاوس (في جميع الأوقات بالتوقيت الكوني المنسق + 7).

| م | الفريق    | لعب | ف | ت | خ | أ.له | أ.ع | أ.ف | نقاط | التأهل                      |
| - | --------- | --- | - | - | - | ---- | --- | --- | ---- | --------------------------- |
| 1 | أفغانستان | 3   | 2 | 1 | 0 | 3    | 1   | +2  | 7    | التأهل إلى البطولة النهائية |
| 2 | لاوس (H)  | 3   | 1 | 2 | 0 | 6    | 4   | +2  | 5    | التأهل إلى البطولة النهائية |
| 3 | سريلانكا  | 3   | 1 | 0 | 2 | 5    | 5   | 0   | 3    |                             |
| 4 | منغوليا   | 3   | 0 | 1 | 2 | 1    | 5   | −4  | 1    |                             |

| أفغانستان     | 1–0 | سريلانكا |
| ------------- | --- | -------- |
| بلال آرزو 45' |     |          |

| لاوس             | 1–1 | منغوليا           |
| ---------------- | --- | ----------------- |
| Sayyabounsou 33' |     | Tumenjargal 45+2' |

| منغوليا | 0–1 | أفغانستان     |
| ------- | --- | ------------- |
|         |     | بلال آرزو 59' |

| سريلانكا                      | 2–4 | لاوس                                                                          |
| ----------------------------- | --- | ----------------------------------------------------------------------------- |
| Ratnayake 74' · Gunaratne 81' |     | Vongchiengkham 31' (ركلة.) · Sayyabounsou 47' · Sayyaboun 71' · Phimmasen 77' |

| سريلانكا                        | 3–0 | منغوليا |
| ------------------------------- | --- | ------- |
| Gunaratne 55' · Migara 58'، 88' |     |         |

| لاوس                 | 1–1 | أفغانستان  |
| -------------------- | --- | ---------- |
| كامبفنغ سيافوثهي 30' |     | Ahmadi 58' |

### المجموعة د
- لعبت المباريات في نيبال (في جميع الأوقات بالتوقيت الكوني المنسق + 5:45).
- وكان من المقرر تحديد مواعيد المباريات في الساعة 14:30 والساعة 17:30 ولكن تم تغييرها إلى الساعة 14:00 والساعة 17:05 لأسباب فنية.[11]
- تم تغيير مباراة الجولة الأخيرة من المباريات مرة أخرى إلى 15:15 و 18:15 بسبب الإضراب الذي نظمته الأحزاب السياسية.[12]

| م | الفريق               | لعب | ف | ت | خ | أ.له | أ.ع | أ.ف | نقاط | التأهل                      |
| - | -------------------- | --- | - | - | - | ---- | --- | --- | ---- | --------------------------- |
| 1 | فلسطين               | 3   | 2 | 1 | 0 | 10   | 0   | +10 | 7    | التأهل إلى البطولة النهائية |
| 2 | نيبال (H)            | 3   | 1 | 1 | 1 | 6    | 2   | +4  | 4    |                             |
| 3 | بنغلاديش             | 3   | 2 | 0 | 1 | 6    | 1   | +5  | 6    |                             |
| 4 | جزر ماريانا الشمالية | 3   | 0 | 0 | 3 | 0    | 19  | −19 | 0    |                             |

| فلسطين       | 1–0 | بنغلاديش |
| ------------ | --- | -------- |
| هيثم ذيب 78' |     |          |

| نيبال                                                                        | 6–0 | جزر ماريانا الشمالية |
| ---------------------------------------------------------------------------- | --- | -------------------- |
| بارات كاواس 4'، 41'، 72' · Sahukhala 30' · راجو تامانغ 60' (ركلة.) · Rai 68' |     |                      |

| جزر ماريانا الشمالية | 0–9 | فلسطين |
| -------------------- | --- | --- |
|                      |     | خالد سالم 7'، 76'، 82' · عبد الحميد أبو حبيب 21' (ركلة.)، 27' · علاء عطية 23'، 90+1' · هيثم ذيب 68' · إياد أبو غرقود 83' |

| بنغلاديش              | 2–0 | نيبال |
| --------------------- | --- | ----- |
| Rony 28' (ركلة.)، 57' |     |       |

| بنغلاديش                               | 4–0 | جزر ماريانا الشمالية |
| -------------------------------------- | --- | -------------------- |
| Toklis 2'، 83' · Rony 37' · Linkon 90' |     |                      |

| نيبال | 0–0 | فلسطين |
| ----- | --- | ------ |
|       |     |        |

### المجموعة ر
- لعبت المباريات في نيبال (في جميع الأوقات بالتوقيت الكوني المنسق + 8).
- في 20 مارس 2013، انسحبت بروناي بسبب «ظروف لا يمكن تجنبها».[13][14]

| م | الفريق      | لعب | ف | ت | خ | أ.له | أ.ع | أ.ف | نقاط | التأهل                      |
| - | ----------- | --- | - | - | - | ---- | --- | --- | ---- | --------------------------- |
| 1 | الفلبين (H) | 2   | 2 | 0 | 0 | 9    | 0   | +9  | 6    | التأهل إلى البطولة النهائية |
| 2 | تركمانستان  | 2   | 1 | 0 | 1 | 7    | 1   | +6  | 3    | التأهل إلى البطولة النهائية |
| 3 | كمبوديا     | 2   | 0 | 0 | 2 | 0    | 15  | −15 | 0    |                             |
| 4 | بروناي      | 0   | 0 | 0 | 0 | 0    | 0   | 0   | 0    | انسحب                       |

| تركمانستان                                                                                             | 7–0 | كمبوديا |
| --- | --- | ------- |
| Amanow 7' · فلاديمير بايراموف 23'، 36' · Thavrak 41' (ه.ذ.) · Şamyradow 74' · Abylow 81' · Batyrow 87' |     |         |

| الفلبين | ألغيت | بروناي |
| ------- | ----- | ------ |
|         |       |        |

| بروناي | ألغيت | تركمانستان |
| ------ | ----- | ---------- |
|        |       |            |

| كمبوديا | 0–8 | الفلبين                                                                                            |
| ------- | --- | -------------------------------------------------------------------------------------------------- |
|         |     | فيل يونغهازبند 26'، 31'، 34'، 88' · خافيير باتينيو 45'، 58' · ستيفان شروك 46' · كارلي دي مورجا 90' |

| كمبوديا | ألغيت | بروناي |
| ------- | ----- | ------ |
|         |       |        |

| الفلبين            | 1–0 | تركمانستان |
| ------------------ | --- | ---------- |
| فيل يونغهازبند 67' |     |            |

## الهدافون
5 أهداف
- فيل يونغهازبند

3 أهداف
- Shakhawat Hossain Rony
- ديفيد تته
- بارات كاواس
- خالد سالم

هدفين
- بلال آرزو
- Toklish Ahmed
- جايسون كانليف
- سونيل تشيتري
- جيول راجا
- Vilayout Sayyabounsou
- Soe Min Oo
- عبد الحميد أبو حبيب
- علاء عطية
- هيثم ذيب
- خافيير باتينيو
- Chathura Gunaratne
- Malik Migara
- جامشيد إسمايلوف
- فلاديمير بايراموف

هدف واحد
- سنجر أحمدي
- Ashraf Mahmud Linkon
- Lee Meng-chian
- Lee Tai-lin
- Ian Mariano
- كليفورد ميراندا
- روبين سينغ
- Sangvone Phimmasen
- كامبفنغ سيافوثهي
- Viengsavanh Sayyaboun
- Soukaphone Vongchiengkham
- Tsedenbal Tumenjargal
- كياو زيار وين
- كي لين
- Pai Soe
- Pyae Phyo Aung
- سو كياو كياو
- Sandip Rai
- Santosh Sahukhala
- راجو تامانغ
- حسن بشير
- Kalim Ullah
- إياد أبو غرقود
- كارلي دي مورجا
- ستيفان شروك
- Charitha Ratnayake
- أيرغاشيف جونغير
- خورشيد محمدوف
- Guwanç Abylow
- Arslanmyrat Amanow
- Gurbangeldi Batyrow
- Berdi Şamyradow

هدف ذاتي
- Om Thavrak (لعب ضد تركمانستان)

## وصلات خارجية
- AFC Challenge Cup, the-AFC.com